# パーヴェル・ルイバルコ
パーヴェル・セミョーノヴィッチ・ルイバルコ（ロシア語: Павел Семенович Рыбалко、ウクライナ語: Павло́ Семе́нович Риба́лко、1894年10月23日 - 1948年8月28日）は、ソビエト連邦の軍人。ウクライナ人であり、ルイバルコの名前はモスクワとキエフなどの市の通りに付けられた。

## 経歴
1894年10月23日にロシア帝国のウクライナのマールイ・イストロプ（現在のスームィ州レベジンスキー地区）に誕生した。1914年11月に兵卒として第一次世界大戦に従軍し、1917年12月には赤衛隊に入隊した。1919年に共産党に入党した。1917年10月に始まったロシア内戦の時に第1騎兵軍の連隊、旅団の政治委員となり、白軍及びポーランド軍と戦った。1926年と1930年に高等指揮要員完全化課程を修了し、1926年7月から1927年10月まで騎兵中隊長であった。1928年10月から1931年5月まで連隊長、騎兵旅団長となる。1934年4月にM.V.フルンゼ名称軍事アカデミーを卒業し、山岳騎兵師団長補佐となる。1937年7月から1940年12月まで赤軍参謀本部情報局に移って駐ポーランド及び駐華駐在武官となり、その後は教育業務に移る。

### 第二次世界大戦
1941年6月に始まった独ソ戦時は1942年5月に第5戦車軍、同年9月に第3戦車軍、1943年5月に第3親衛戦車軍司令官を歴任する。ルイバルコ指揮下の部隊は同年1月のオストログ・ロッソシャン作戦、同年2月のハリコフ攻勢作戦、同年7月のクルスクの戦い、同年11月のキエフ攻勢に参加し、同年11月17日に1度目のソ連邦英雄の称号を授与された。その後ジトミール・ベルジッチ、スクロフスク・チェルノヴィツ、リヴォフ・サンドミール、ニジニェ・シレズ、ヴェルフニェ・シレズ、ベルリン、プラハ作戦に参加し、1945年4月6日に2度目のソ連邦英雄の称号を授与された。大戦中に最高司令官令で22度指摘された。

### 終戦後
1946年2月に第2期最高会議代議員となった。同年4月にソビエト軍装甲戦車・機械化兵第一副司令官、1947年4月に司令官となった。

### 死去
1948年8月28日にモスクワにて、腎臓病によって53歳で死去した。